# هولوواي (لندن)
هولوواي أحد الأحياء السكانية التي تقع شمال مدينة لندن عاصمة بريطانيا ضمن بلدية منطقة آيزلنغتون والطريق الرئيسي لهولوواي هو طريق A1 الذي يعبر وسط الحي.
في التعداد السكاني لعام 2001م، بلغ عدد سكان هولوواي 11214 نسمة، منهم 47٪ من الذكور و 53٪ الاناث وتعتبر هولوواي من أكثر المناطق كثافة سكانية في العاصمة لندن.

## أعلام
- ليليان ليندساي
- بنجامين وليامز
- أندي يادوم
- شارلوت كولمان
- جون ليدون
- سارة لوكاس
- سالي غراي